# Karcagi SE
A Karcagi Sportegyesület egy 1945-ben alapított magyar labdarúgóklub. Székhelye Karcagon található.

## Sikerek
NB II
- Résztvevő: 1980-81, 2005-2006, 2006-2007, 2025-2026

Jász-Nagykun-Szolnok megyei labdarúgó-bajnokság (első osztály)
- Bajnok: 1979-80, 1983-84, 1990-91, 2021-22

## Vezetőedzők
- L. Kiss Lajos
- Sólyom Vilmos
- Sándor István (2005–2007)

- Csillag László (2023)
- Varga Attila (2023–)[1]